# Ган-Хилл-роуд (линия Дайр-авеню, Ай-ар-ти)
|   |   |   |   |   |
| · | · | · | · | · |

|   |   |   |   |   |
| · | · | · | · | · |

«Ган-Хилл-роуд» (англ. Gun Hill Road) — станция Нью-Йоркского метрополитена, расположенная на линии Дайр-авеню, Ай-ар-ти.  На станции останавливается маршрут 5 (круглосуточно). Она представлена двумя боковыми платформами, обслуживающими два пути (центральный путь не используется для регулярного движения поездов).
Станция была открыта 29 мая 1912 года на линии ж/д компании NYW&B для локальных пригородных поездов, которые направлялись до Порт-Честера. Экспрессы проходили без остановки через эту станцию, до Уайт-Плейнса. Компания перестала действовать в 1937 году, и станция была закрыта. Позже в 1941 городской транспортный оператор города Нью-Йорка выкупил данный участок линии и сделал частью системы метро.